# Vigna khandalensis
Vigna khandalensis là một loài thực vật có hoa trong họ Đậu. Loài này được (Santapau) Sundararagh. & Wadhw miêu tả khoa học đầu tiên.